# Caccobius chujoi
Caccobius chujoi är en skalbaggsart som beskrevs av Renaud Maurice Adrien Paulian 1942. Caccobius chujoi ingår i släktet Caccobius och familjen bladhorningar. Inga underarter finns listade.